# Djebelemuridae
Djebelemuridae — вимерла родина ранніх стрепсиринових приматів з Африки. Він складається з п'яти родів. Організми цієї родини були виключно дрібними і були комахоїдними. Ця родина датується раннім чи пізнім еоценом. Попри те, що вони дали початок кроновим стрепсиринам, до яких належать сучасні лемури та лорізоїди, їм не вистачало зубного гребінця, який ідентифікує цю групу.